# Roman gothique américain
Le roman gothique américain est un sous-genre de la fiction gothique dont les éléments spécifiques sont l'opposition entre la rationalité et l'irrationalité, le puritanisme, la culpabilité, l'inquiétant (das unheimliche), les « abhumains (en) », les fantômes, et les monstres.

## Analyse des thèmes principaux
L'incapacité de nombreux personnages gothiques à surmonter la perversité par la pensée rationnelle est l'essence même du roman gothique américain. Il n'est pas rare qu'un protagoniste soit plongé dans la folie en raison de son inclination pour l'irrationnel. Une tendance comme celle-ci va à l'encontre de la raison supérieure et semble se moquer de la pensée des Lumières du XVIIIe siècle, comme décrite dans Le Sens commun et Le Siècle de la raison. De plus, on ne peut ignorer les thèmes gothiques contemporains de mécanisme et d'automatisation que le rationalisme et la logique entraînent.
L'imagerie puritaine, en particulier celle de l'Enfer, a servi de puissant stimulant pour les auteurs du XIXe siècle comme Edgar Allan Poe et Nathaniel Hawthorne. Les visions sombres et cauchemardesques de la culture puritaine de condamnation, renforcées par la honte et la culpabilité, ont créé un impact durable sur la conscience collective. Les notions de prédestination et de péché originel ont ajouté à la morosité et à la tristesse des valeurs puritaines traditionnelles. Cette perspective et son emprise sous-jacente sur la société américaine ont favorisé l'éclosion d'histoires comme Rachel Dyer (en) (le premier roman sur les procès des sorcières de Salem), Le Puits et le Pendule, Le Jeune Maître Brown, et La Lettre écarlate.
Les donjons et les corridors sans fin qui sont une caractéristique du roman gothique européen sont bien éloignés du roman gothique américain, dans lequel les châteaux sont remplacés par des grottes. Lloyd-Smith réinterprète Moby-Dick pour faire valoir ce point de manière convaincante. Les premiers colons étaient enclins à la peur liée au territoire inexploré qui les entourait, et dans certains cas, les engloutissait. La peur de l'inconnu provenant de facteurs environnementaux comme l'obscurité et l'immensité est notable dans Edgar Huntly (en) de Charles Brockden Brown.
L'émergence de l'« abhumain (en) » dans le roman gothique américain est étroitement liée à l'émergence des théories de l'évolution de Charles Darwin. Les idées d'évolution ou de dévolution d'une espèce, les nouvelles connaissances biologiques et les avancées technologiques créent un environnement fertile pour que beaucoup remettent en question leur humanité essentielle. Des parallèles entre les humains et d'autres êtres vivants sur la planète sont rendus évidents par ce qui précède. Cela se manifeste dans des histoires comme Je suis d'ailleurs de H. P. Lovecraft et Sous-sol (en) de Nicholson Baker. Les fantômes et les monstres sont étroitement liés à ce thème ; ils fonctionnent comme l'équivalent spirituel de l'abhumain et peuvent être évocateurs de réalités invisibles, comme dans Les Bostoniennes.
Les concepts de jouissance et d'abjection (en) de Julia Kristeva sont employés par des auteurs de romans gothiques américains comme Charlotte Perkins Gilman. Kristeva théorise que l'expulsion de toutes choses souillantes, comme un cadavre, est un mécanisme d'adaptation courant pour l'humanité. Le Papier peint jaune de Gilman exploite ce concept et peut être lu comme un commentaire social sur les conditions oppressives que les femmes subissent dans leur vie domestique au tournant du XXe siècle.

## Premiers romans gothiques américains

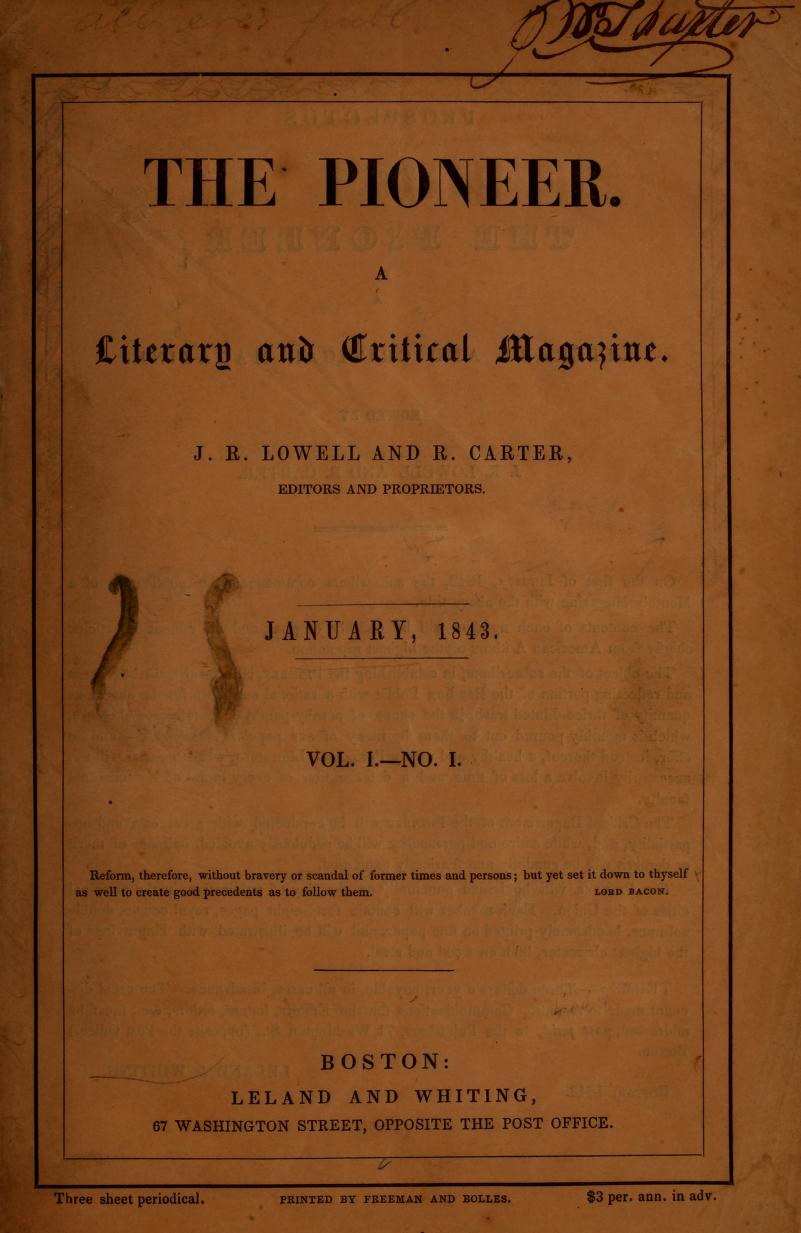
Première publication du Cœur révélateur d'Edgar Allan Poe dans The Pioneer édité par James Russell Lowell, 1843.

Les premiers écrivains de romans gothiques américains sont particulièrement préoccupés par l'anxiété de la nature sauvage de la frontière et les effets durables d'une société puritaine. La Légende de Sleepy Hollow de Washington Irving est peut-être l'exemple le plus célèbre de la fiction gothique de l'époque coloniale américaine. Charles Brockden Brown est profondément affecté par ces circonstances, comme on peut le voir dans Wieland (en). Ce roman inspire Logan (en) de John Neal, qui est remarquable pour avoir rejeté les conventions gothiques britanniques en faveur de matériaux distinctement américains.
Edgar Allan Poe, Nathaniel Hawthorne et Washington Irving sont souvent regroupés. Ils présentent des portraits impressionnants, bien que dérangeants, de l'expérience humaine. Poe y parvient à travers la description d'une fascination maladive et dépressive pour le morose, Irving avec le charme aiguisé d'un conteur magistral, et Hawthorne avec des liens familiaux avec des abominations passées comme les procès des sorcières de Salem qu'il aborde dans The Custom House.

## Southern Gothic
Le Southern Gothic comprend des histoires situées dans le Sud des États-Unis, en particulier après la guerre de Sécession et dans le déclin économique et culturel qui a englouti la région. Les histoires du Southern Gothic tendent à se concentrer sur les normes économiques, éducatives et de vie en déclin de l'époque de la Reconstruction. Il y a souvent un fort accent sur les relations entre race et entre classe sociale, tandis que l'environnement rural fournit un substitut efficace aux cadres gothiques traditionnels du Vieux Monde ; par exemple, les domaines de plantation remplissent le rôle des châteaux européens. Certains écrivains du Southern Gothic incluent William Faulkner, Flannery O'Connor et Eudora Welty.

## New American Gothic
Les auteurs qui tombent sous la catégorie de New American Gothic incluent : Flannery O'Connor, John Hawkes, J. D. Salinger, et Shirley Jackson. Ces écrivains s'appuient sur l'utilisation de mondes intérieurs pour tisser leur intrigue gothique, et ainsi la destruction de l'unité familiale est courante dans le New American Gothic. La psyché devient le cadre dans les microcosmes que cette marque particulière d'horreur crée. Typiquement, ces histoires ont une sorte d'« antihéros » ; un individu anxieux de peu de force admirable. Ces caractéristiques sont visibles dans des histoires telles que Les braves gens ne courent pas les rues (en), L'Homme hilare, La Sagesse dans le sang, La branche de tilleul (en), Maison hantée, et La Patte du scarabée.
Note: Flannery O'Connor est aussi référencée comme une auteure de Southern Gothic.

## Exemples notables
- Wieland (en) (1798) de Charles Brockden Brown
- Edgar Huntly (en) (1799) de Charles Brockden Brown
- La Légende de Sleepy Hollow (1820) de Washington Irving
- Le Jeune Maître Brown (1835) de Nathaniel Hawthorne
- Le Voile noir du pasteur (1836) de Nathaniel Hawthorne
- Les Aventures d'Arthur Gordon Pym (1838) d'Edgar Allan Poe
- La Chute de la maison Usher (1839) d'Edgar Allan Poe
- Le Cœur révélateur (1843) d'Edgar Allan Poe
- La Maison aux sept pignons (1851) de Nathaniel Hawthorne
- Moby-Dick (1851) de Herman Melville
- Le Papier peint jaune (1892) de Charlotte Perkins Gilman
- Afterward (en) (1910) de Edith Wharton
- Les Rats dans les murs (1924) de H. P. Lovecraft
- Absalon, Absalon ! (1936) de William Faulkner
- La Loterie (1948) de Shirley Jackson
- Maison hantée (1959) de Shirley Jackson
- Ne tirez pas sur l'oiseau moqueur (1960) de Harper Lee
- Nous avons toujours vécu au château (roman) (1962) de Shirley Jackson
- Un enfant de dieu (1973) de Cormac McCarthy
- Entretien avec un vampire (1976) d'Anne Rice
- Shining, l'enfant lumière (1977) de Stephen King
- Beloved (1987) de Toni Morrison
- La Maison des feuilles (2000) de Mark Z. Danielewski